# Киреево (Волгоградская область)
Киреево — село в Ольховском районе Волгоградской области, административный центр Киреевского сельского поселения.
Население — 968 чел. (2010)

## История
Основан как хутор Киреев (Киреевский) станицы Островской Усть-Медведицкого округа Земли Войска Донского (с 1870 - Область Войска Донского). В 1859 году на хуторе проживали 264 души мужского и 270 женского пола. Согласно переписи населения 1897 года на хуторе проживало 659 мужчин и 655 женщин, из них грамотных - 218 мужчин и 30 женщин.
В 1910 году была построена, а в 1911 году освящена единоверческая церковь во имя святого Василия Великого. В 1912 году при ней была построена церковная сторожка. В двух километрах от хутора находился старообрядческий женский монастырь. В 1911 году открыта 4-х летняя министерская школа. Согласно алфавитному списку населённых мест Области Войска Донского 1915 года на хуторе имелось хуторское правление, церковь, одноклассное приходское училище,  водяная и ветряная мельницы, земельный надел составлял 10872 десятины, проживало 666 мужчин и 651 женщина.
В 1926 году открыта школа второй ступени в женском монастыре
С 1928 года — в составе Ольховского района Камышинского округа (округ ликвидирован в 1934 году) Нижневолжского края (Киреевский сельсовет передан из Арчединско-Чернушинской волости Усть-Медведицкого округа Сталинградской губернии), с 1935 года — Сталинградского края (с 1936 года — Сталинградской области, с 1961 года — Волгоградской области).
В период коллективизации организован колхозы имени Сталина и имени Кузнецова. В 1961 году на базе колхозов был образован совхоз "Краснозвоздинский".
В годы Великой Отечественной война на фронт были призваны 199 человек, вернулись 73 человека

## Общая физико-географическая характеристика
Село находится в степной местности, на реке Чертолейка, при ее впадении в реку Ольховка, в пределах Доно-Медведицкой гряды Приволжской возвышенности, на высоте около 95 метров над уровнем моря. Почвы тёмно-каштановые солонцеватые и солончаковые.
По автомобильным дорогам расстояние до областного центра города Волгоград — 180 км, до районного центра села Ольховка — 21 км.
Климат
Климат умеренный континентальный (согласно классификации климатов Кёппена — Dfa). Многолетняя норма осадков — 406 мм. Наибольшее количество осадков выпадает в июле — 48 мм, наименьшее в марте — 22 мм. Среднегодовая температура положительная и составляет + 7,1 °С, средняя температура самого холодного месяца января −9,2 °С, самого жаркого месяца июля +22,8 °С.
Часовой пояс
Киреево, как и вся Волгоградская область, находится в часовой зоне МСК (московское время). Смещение применяемого времени относительно UTC составляет +3:00.

## Население
Динамика численности населения
| 1859 | 1873 | 1897 | 1915 | 1987  | 2002 |
| ---- | ---- | ---- | ---- | ----- | ---- |
| 534  | 829  | 1034 | 1317 | ≈1200 | 1198 |

| 2010 |
| ---- |
| 968  |